# Шайтерхауфен

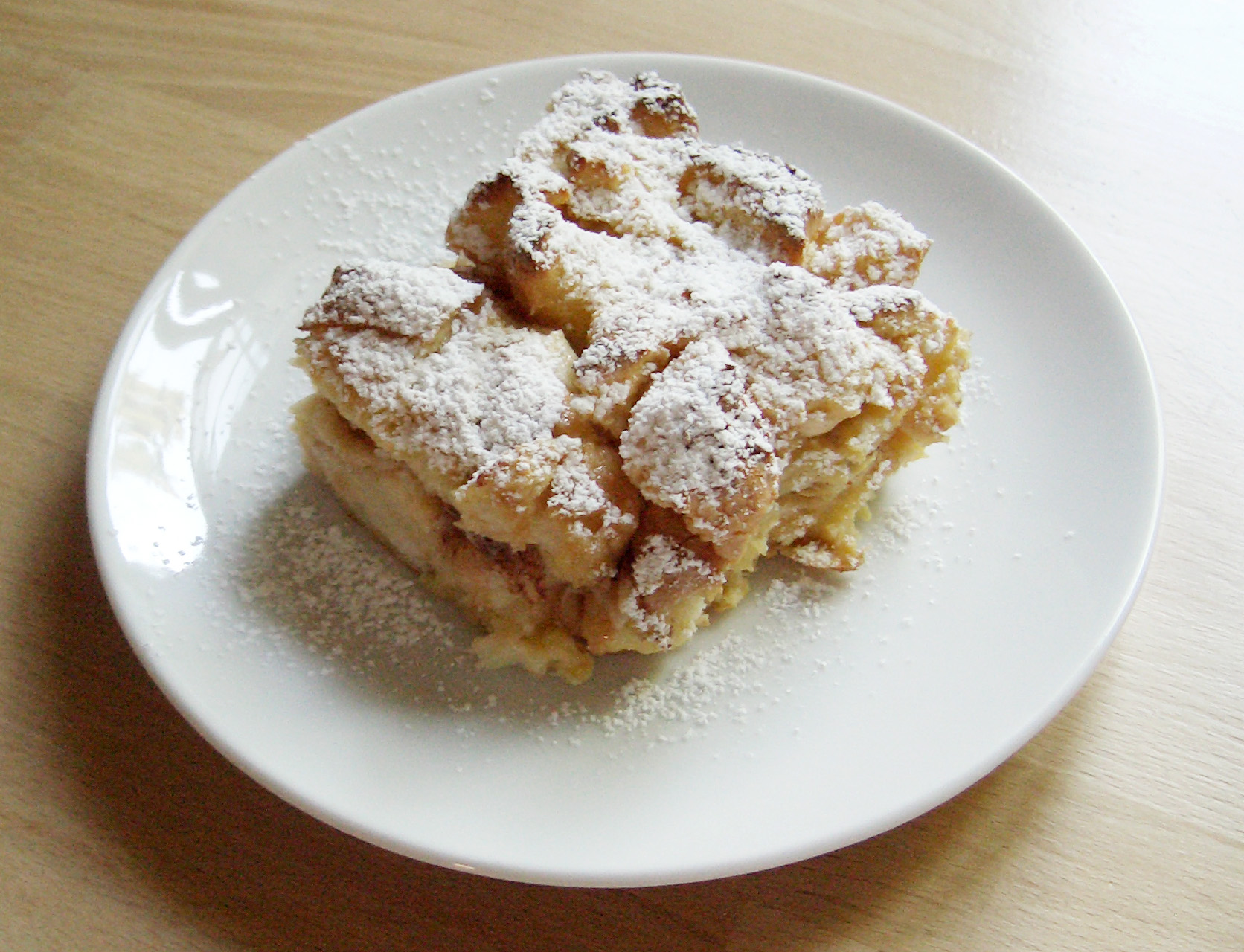
Шайтерхауфен

«Ша́йтерхауфен» (нем. Scheiterhaufen — «костёр») — австрийский, немецкий и чешский десерт или основное блюдо, мельшпайзе, специалитет баварской кухни.
Шайтерхауфен представляет собой выложенную слоями запеканку из пшеничной булки, бриоши или тостового хлеба с крупно порезанными яблоками или грушами и изюмом, залитыми сладкой яично-молочной смесью. Дополнительными ингредиентами могут быть миндаль, корица и сливочное масло, а изюм иногда размачивают в роме. Изначально блюдо готовили для утилизации продуктовых остатков. Похожим блюдом является южногерманский десерт «офеншлупфер» (нем. Ofenschlupfer — букв. «из печки скок»). Шайтерхауфен обычно посыпают сахарной пудрой и подают с фруктовым или ванильным соусом, а также ореховым или ванильным мороженым. В Австрии шайтерхауфен за несколько минут до готовности смазывают взбитым яичным белком.